# 바비 젠트리
바비 리 젠트리(Bobbie Lee Gentry, 1942년 7월 27일생)는 미국의 싱어송라이터로 미국에서 처음으로 직접 곡을 쓰고 제작까지 한 첫 여성 아티스트들 중 하나다. 본명은 로베르타 리 스트리터(Roberta Lee Streeter)다.
젠트리는 1967년 남부 고딕 서사 "Ode to Billie Joe"로 전세계적 인기를 얻게 된다. 이 곡은 빌보드 핫 100 차트에 4주간 1위에 머물렀고 1968년 그래미 어워드에서 신인 아티스트와 여성 팝 보컬 부문에서 수상했다.
젠트리는 이후 빌보드 핫 100에 11개의 싱글을 올렸고 영국 톱 40에는 4개의 싱글이 진입했다. <Fancy> 앨범으로 그래미 어워드 후보에 올랐다. 첫 앨범 이후 라스 베가스에서 성공적으로 쇼를 이어가다 1970년대 후반 음악과 공연에 흥미를 잃어버리고 은퇴한다. 그녀가 어디에 살고 있는지에 대해서는 엇갈린 뉴스 보도가 나오고 있다.

## 어린 시절
바비 젠트리는 1942년 7월 27일 로베르타 리 스트리터란 이름으로 미시시피주 치카소 키운티의 우드랜드에서 태어났다. 그녀가 태어난 지 얼마 안되어 부모는 이혼헸고 어머니는 젠트리를 치키소에서 농장을 하는 친정 부모에게 맡겨 놓고 캘리포니아주로 떠났다.  젠트리는 농장에서 전기와 상하수도 시설이 없이 자라났다. 외할머니는 젖소 한마리를 주고 옆집 피아노와 바꾸었고 일곱살 때 젠트리는 "My Dog Sergeant Is a Good Dog"이라는 곡을 처음 만들었다. 그리고 미시시피주의 그린우드에서 아버지와 같이 몇 년 동안 살면서 기타와 밴조 연주를 배웠다.
열세살이 된 젠트리는 재혼한 어머니와 살기 위해 캘리포니아주 팜스프링스로 간다. 둘은 잠시 동안 루비 앤 바비 마이어스라는 이름으로 듀엣 활동을 했다. 젠트리라는 예명은 그녀가 TV에서 봤던 1952년 영화 <루비 젠트리>에서 따왔는데 영화는 제니퍼 존스가 연기한 젠트리라는 가난하지만 아름다운 시골 소녀가 재벌과 결혼하게 되는 내용이다.
고등학교를 졸업하고 로스앤젤레스의  UCLA에 진학하여 철학을 전공했다. 사무직으로 생계를 꾸리며 가끔씩 나이트클럽과 컨트리 클럽에서 공연을 했다. 라스베이거스의 폴리 베르제레스 나이트클럽에서 공연을 했을 때 밥 호프가 그녀에게 계속 활동하도록 격려하기도 했다. 젠트리는 또한 패션 모델로도 활동했다. 로스앤젤레스 뮤직 컨서버토리로 학교를 옮겨 작곡과 음악 이론 편곡 등을 배웠다. 1996년 팜스프링스의 클럽에서 열린 조디 레이놀즈의 공연을 보러 갔다가 그녀의 녹음 세션에 초대되어 "Stranger in the Mirror"와 "Requiem for Love" 두 곡을 레이놀즈와 듀엣으로 부르게 되었고 1996년 9월에 타이탄 레코드를 통해 드 곡이 발매되었으나 차트에 진입하지는 못했다.

## 경력

### 1967년: 데뷔
바비 젠트리는 1967년 2월에서 3월에 걸쳐 캘리포니아주 글렌데일에 있는 휘트니 레코딩 스튜디오에서 데모를 녹음했다. 그녀의 원래 목적은 곡을 써서 파는 것이었다. <워싱턴포스트>와의 인터뷰에서 "Ode to Billie Joe" 노래를 불렀던 것은 다른 가수를 쓰는 것보다 돈이 덜 들었기 때문이었다고 했다.
그리고 젠트리는 1967년 6월 23일 캐피톨 레코드와 계약을 맺었고 켈리 고든이 제작을 맡아 <Ode to Billie Joe> 앨범을 만들었다. 원래는 "Mississippi Delta"를 A면 싱글로 낼 계획이었는데 "Ode to Billie Joe"의 현악 편곡을 녹음한 다음 날 캐피톨은 그 곡으로 A면 싱글을 바꾸었다. 싱글은 1967년 7월 10일 발매되었고 빌보드 핫 100 차트에서 4주간 1위에 머물렀으며 영국 톱 40 차트에서 13위에 오르면서 전세계적으로 3백만장이 팔렸다. 2001년 롤링 스톤 매거진에서는 "Ode to Billie Joe"를 역대 가장 위대한 곡 500에 포함시켰다.
싱글의 성공에 힘입어 앨범 작업이 빠르게 진행되었는데 젠트리가 녹음했던 12개의 데모에 오버더빙 작업을 하는 것이었기에 며칠 안에 끝났다. 이 앨범은 블루스, 포크, 재즈의 요소들을 담고 있으며 젠트리의 고향에 대한 회상을 내용으로 하고 있어 급조되었다는 느낌이 없고 오히려 컨셉트 앨범과도 같은 분위기였다. 이 앨범은 50만장이 선주문되면서 그때까지 캐피톨 사상 가장 많이 찍은 데뷔 앨범이 되었다. 작업한 지 한 달 안에 앨범은 출시되었고 당시 빌보드 200 차트의 1위였던 비틀즈의 <Sgt. Pepper's Lonely Hearts Club Band>를 제치고 올라섰다. 1967년 그래미 어워드에서 젠트리는 신인 아티스트, 여성 팝 보컬을 비롯하여 세 개의 상을 받았다.

### 1968: <The Delta Sweete>, <Local Gentry>, 그리고 글렌 캠벨
1968년 2월, 젠트리는 이탈리아의 산레모 가요제에 비토 팔라비치니와 마사라의 곡 "La Siepe"로 참가했다. 캐피톨 레코드는 이 곡을 싱글로 냈다.
두 번째 앨범 <The Delta Sweete>는 1968년 2월 발매되었다. 데뷔 앨범 보다 더 음악적인 야망이 담겼는데 그녀의 미시시피 델타 뿌리로 부터 영감을 얻은 컨셉트 앨범이었다. 젠트리가 피아노, 기타, 밴조, 베이스, 바이브 등 거의 모든 악기들을 연주했음에도 불구하고 첫 앨범의 제작자였던 켈리 고든이 제작에 대한 모든 크레딧을 받았다. 이 앨범 수록곡들 중 빌보드 핫 100 차트에 "Okolona River Bottom Band"는 54위, "Louisiana Man"은 100위에 올랐다. 앨범은 빌보드 200 차트 132위에 오르면서 이전 앨범과 같은 성공을 거두지는 못했으나 평론가들은 이 앨범을 1960년대에 있어 숨겨진 걸작들 중 하나로 꼽았다.
젠트리 공연을 보고 감명을 받은 BBC 사장은 1968년 그녀를 초청하여 BBC 2에서 버라이어티 쇼를 진행하도록 했고 이는 여성 작곡가가 처음으로 그 시리즈에서 진행을 맡은 기록이 되었다. 젠트리는 7월에서 8월에 걸쳐 6차례 쇼를 진행했다. 제작을 맡아던 스탠리 돌프만은 "몇 차례 진행을 하지 그녀는 거의 공동 감독의 수준이 되었는데 좋은 아이디어들이 많았다. 하지만 BBC에서는 아티스트가 제작자나 감독이 될 수 없었기에 내가 제작과 감독을 맡은 것으로 나갔지만 그녀의 참여는 거의 절반 수준이었다. 그녀는 정말 아이디어로 넘쳐났다"고 했다.
<The Delta Sweete> 이후 캐피톨에서는 1968년 8월, 세 번째 앨범 <Local Gentry>를 내놓았으나 빌보드 앨범 차트에 진입하지 못했고 캐시박스 톱 100 앨범 차트 83위까지 올랐다.
<Local Gentry>가 나온지 한달쯤 된 9월에 같은 레이블 소속인 글렌 캠벨과 듀엣으로 만든 앨범 <Bobbie Gentry and Glen Campbell>가 나왔다. 그들의 케미스트리는 파트너십을 큰 성공으로 이끌어 빌보드 톱 LP 차트 11위와 톱 컨트리 LP 차트 1위에 오르면서 미국 레코드 산업 협회 공식 골드 앨범을 달성했다.

### 1969년: <Touch 'Em with Love>
1969년 젠트리는 BBC 2의 쇼 시리즈를 두번째로 진행하여 6-7월에 방영되었다.
다섯 번째 앨범 <Touch 'Em with Love>는 1969년 7월에 발매되었는데 그녀의 경력에 있어 전환점이 되었다. 파란 눈의 소울 싱어로 그녀를 재창조하려는 시도로 자작곡들을 줄이고 보다 전략적으로 선택한 커버 곡들을 선보였다. 켈소 허스턴이 제작을 맡아 내쉬빌에서 녹음한 이 앨범의 10곡 중 자작곡은 2개 뿐이었다. 타이틀 곡이 싱글로 나왔으나 빌보드 핫 100 차트에 진입하지 못했고 앨범은 빌보드 200에 164위까지 도달했다. 한편 두 번째 싱글로 리메이크곡 "I'll Never Fall in Love Again"이 영국에서 발매되어 1위에 올랐고 앨범은 21위까지 올랐다.

### 1970년: <Fancy>
1970년 4월, 3년 만에 여섯 번째 앨범 <Fancy>가 나왔는데 이전 앨범처럼 타이틀 곡을 제외하고는 모두 커버 곡들이었다. 제작자는 릭 홀이었고 알라바마주의 페임 스튜디오에서 녹음했다. 타이틀곡 "Fancy"가 싱글로 나왔고 "Ode to Billie Joe"에 버금가는 히트를 치면서 미국, 캐나다, 호주에서 톱 40에 들었다. 이 곡에 대해 젠트리는 "잘 들어보면 이 곡은 여성해방에 대한 강력한 메시지가 담겨 있다. 나는 평등, 동일 임금, 탁아소, 낙태 권리 등과 같은 여성해방운동에 전적으로 동의한다"고 했다.
유럽에서 싱글로 나온 리메이크곡 "Raindrops Keep Falling on My Head"은 40위에 올랐고 북미에서 두 번째로 나온 싱글 "He Made a Woman Out of Me"는 빌보드 핫 100 차트 71위에 올랐다.

### 1971–1974년: <Patchwork>와 캐피톨과의 결별
1971년 초 젠트리는 BBC 2에서 세번째이자 마지막 버라이어티 쇼 시리즈를 6차례 진행했다.
1971년 4월 발매한 앨범 <Patchwork>는 각 곡들이 단편 소설로 꾸며져있고 컨트리에서 팝, 블루스에 이르는 음악 스타일에 막간에 들어가는 간주곡들까지 하여 전체가 하나의 작품으로 이루어졌다. <Patchwork>는 젠트리가 처음으로 전 곡을 쓰고 제작한 앨범이다. 첫 번째 싱글 "But I Can't Get Back"으로 빌보드 37위에 오르며 약간의 성공을 거두었다.
<Patchwork> 앨범이 나올 즈음 젠트리와 함께 했던 캐피톨의 임원들이 전부 해고되었다. 캐피톨의 이익이 감소하면서 모회사인 EMI가 전반적인 구조 조정에 들어간 것이다. 그러면서 소속 아티스트들은 247에서 81로 줄였으며 제작과 마케팅 비용도 전격적으로 감소되었다. 젠트리를 알고 함께 일했던 임원들이 아무도 없었기에 계약 갱신 조건에 대한 협상은 합의에 도달하지 못하고 교착 상태에 빠져버렸다. 젠트리는 캐피톨에서 제시한 조건으로는 앨범을 낼 의향이 없었고 그렇다고 다른 레이블로 옮길 수도 없었기에 남은 계약 기간이 만료될 때까지 기다리는 수 밖에 없었다.
1974년 CBS의 여름 버라이어티 쇼 "바비 젠트리 해피네스 아워"를 진행했다.

### 1975-1977년: 캐피톨 이후
1975년 젠트리는 맥스 배어 주니어의 영화 <메이컨 카운티 라인>를 위해 "Another Place, Another Time"이라는 곡을 만들었는데 영화가 성공하면서 싱글로 발매했다. 그리고 1976년 배어 감독은 젠트리의 히트곡 "Ode to Billie Joe"를 바탕으로 한 영화 <오드 투 빌리 조>를 만들었다. 워너 브라더스 레코드에서 마이클 르그랑의 사운드트랙을 발매했는데 여기에는 "Ode to Billie Joe"를 재녹음한 버전으로 'Billie'의 철자를 'Billy'로 바꾼 "Ode to Billy Joe"가 들어갔다. (영화 제목도 'Billy'를 사용했다). 이는 젠트리가 애초에 제목의 철자가 잘못되었다고 했던 것에서 비롯되었다. 워너 브라더스에서는 이 새로운 버전을 싱글로 내놓았고 여기에 맞춰 캐피톨에서도 이 곡을 재발매하면서 두 곡 모두 차트에 진입했다. 재녹음 버전이 차트에 진입한 마지막 곡이 되면서 젠트리는 같은 곡으로 처음과 마지막으로 차트에 진입하게 되었다.
1977년 젠트리는 제작자 릭 홀과 다시 뭉쳐서 워너 브라더스 레코드의 자회사인 커브 레코드 하에서 앨범을 녹음했다. 일단 싱글 "Steal Away"가 1978년 2월에 발매되었으나 성공하지 못하면서 계획했던 앨범은 창고로 들어가 버렸다. 이 때의 곡들은 이후 1992년 유럽에서 발매된 모음집 <Ode to Billie Joe>에 들어갔다.

### 1978-1982년: 마지막 프로젝트와 은퇴
젠트리가 마지막으로 공개 석상에 나온 것은 1982년 4월에 있었던 컨트리 뮤직 어워드 아카데미였고 당시 39세였다. 그 이후 젠트리는 녹음 작업도, 공연도 인터뷰도 하지 않고 있다. 2016년의 한 뉴스 기사에 따르면 젠트리는 테네시주 멤피스에 거주하고 있다고 했으며 또 다른 기사에 의하면 로스앤젤레스에 산다고 한다.

## 사생활
바비 젠트리는 카지노계의 거물인 빌 하라와 1969년 12월 18일 결혼했다. 하라는 58세 였고 젠트리는 27세였다. 둘은 1970년 4월에 이혼했다. 그리고 1976년 8월 토마스 R. 투탕트와 결혼했다가 1978년 8월 이혼했다. 그리고 1978년 10월, 가수이자 코미디언인 짐 스태포드와 결혼하여 아들을 낳았고 1980년 9월에 이혼했다.

## 유산
바비 젠트리는 빌보드 핫 100 차트에 11개의 싱글을 올렸고 영국 싱글 차트 톱 40에 4개의 싱글이 진입했다.
바비 젠트리에 관한 곡들로 베스 오턴의 "Bobby Gentry"와 질 소불레의 "Where Is Bobbie Gentry?" 등이 있다.
2012년 5월 14일 BBC 라디오2에서는 <바비 젠트리에게 무슨 일이 있었는가?>라는 다큐멘터리를 방송했다.
2018년 9월, 캐피톨 시절 젠트리의 전곡을 모은 8장 짜리 박스 세트 <The Girl from Chickasaw County: The Complete Capitol Masters>가 발매되었다.
2019년 2월, 머큐리 레브는 "바비 젠트리의 잊혀진 걸작의 재창조"라고 불리는 <Bobbie Gentry's the Delta Sweete Revisited>를 발매했다.
2020년 젠트리는 내쉬빌 작곡가 명예의 전당에 헌액되었다.

## 음반
- Ode to Billie Joe (1967년)
- The Delta Sweete (1968년)
- Local Gentry (1968년)
- Bobbie Gentry and Glen Campbell (with Glen Campbell) (1968년)
- Touch 'Em with Love (1969년)
- Fancy (1970년)
- Patchwork (1971년)